# Banca Internațională pentru Reconstrucție și Dezvoltare
Banca Internațională pentru Reconstrucție și Dezvoltare (BIRD) (în engleză International Bank for Reconstruction and Development) este o instituție financiară internațională⁠(d), înființată în 1944, cu sediul în Washington, D.C., Statele Unite ale Americii. Este componenta de creditare a Grupului Băncii Mondiale⁠(d). BIRD oferă împrumuturi țărilor în curs de dezvoltare] cu venituri medii. Este prima dintre cele cinci instituții membre care compun Grupul Băncii Mondiale. Misiunea inițială a BIRD, în 1944, a fost de a finanța reconstrucția națiunilor europene devastate de Al Doilea Război Mondial. BIRD și componenta sa de creditare concesională, Asociația Internațională de Dezvoltare (AID/IDA), sunt cunoscute în mod colectiv sub numele de Banca Mondială, deoarece au aceeași conducere și același personal.
După reconstrucția Europei mandatul Băncii s-a extins pentru a promova dezvoltarea economică la nivel mondial și eradicarea sărăciei. BIRD oferă finanțare comercială sau concesională statelor suverane pentru a finanța proiecte care urmăresc să îmbunătățească transportul și infrastructura, educația, politica internă, conștiința de mediu, investițiile energetice, sănătatea, accesul la alimente și apă potabilă și îmbunătățirea salubrității.
BIRD este deținută și guvernată de cele 189 de state membre ale sale, fiecare țară fiind reprezentată în Consiliul Guvernatorilor. BIRD are conducerea executivă și personalul care își desfășoară operațiunile economice obișnuite. Guvernele membre ale Băncii sunt acționari care contribuie și au dreptul de a vota în problemele sale. Pe lângă contribuțiile din partea țărilor membre, BIRD își obține cea mai mare parte a capitalului prin împrumuturi pe piața de capital⁠(d) internațională prin emisiuni de obligațiuni cu o dobândă preferențială datorită ratingului său de credit AAA.
În anul fiscal 2019 a strâns un capital de 54 de miliarde de USD din emisiuni de obligațiuni realizate în 27 de monede diferite. Banca oferă mai multe servicii și produse financiare, inclusiv împrumuturi flexibile, granturi, garanții de risc, instrumente financiare derivate și finanțare pentru riscuri catastrofale.